# Skorstenseglare
Skorstenseglare (Chaetura pelagica) är en liten seglare som häckar i Nordamerika. Den påträffas mycket sällsynt i Europa. Arten har minskat mycket kraftigt i antal på senare tid och anses numera hotad.

## Utseende, läte och fältkännetecken
Skorstenseglaren är en liten, mycket kortstjärtad seglare med en tjock cigarrformad kropp. Dess vingar, och speciellt handen är breda. Vingbasen, det vill säga där vingen möter kroppen, är i jämförelse med jämnstora nordamerikanska seglare, relativt smal. Den flyger med bakåtvinklade vingar. Den är 12–13 cm lång, har ett vingspann på ungefär 35,5 cm och väger ungefär 23 gram. Dess fjäderdräkt är ganska enfärgat sotigt brun, medan strupe, bröst, undersidan av vingen och övergumpen är något ljusare. Det finns individer som genomgående är mörkare och dessa har inte ljusare undersida. Juvenilerna ser ut som adulter. På den rakt avskurna stjärten har den små fina stjärttaggar som bara kan observeras på mycket nära håll.
Skorstenseglaren är mycket lik småseglaren (Chaetura vauxi) som dock är något mindre och har proportionellt kortare vingar. Den är tydligt mindre och har kortare stjärt än svart seglare och brokseglare.
Den har ett högfrekvent kvittrande läte.

## Utbredning
Skorstenseglaren är en långflyttare som häckar i sydöstra Kanada och östra USA. I Nordamerika uppträder de fram till september. De flyttar i flockar och övervintrar främst utmed kusten och i Amazonas i Peru, men i mindre antal även i Brasilien, Ecuador och Chile. Dess övervintringsområden är dock inte helt kända. Den uppträder som sällsynt gäst i Västeuropa, främst i Storbritannien, men har även observerats i exempelvis Frankrike, på Irland, på Kanarieöarna samt med ett fynd i Sverige, i Gårdby på Öland i november 1999.

## Ekologi
Likt de andra seglarna lever arten merparten av sitt liv i luften. De är mycket skickliga och snabba flygare, och gör kvicka, mycket tvära svängar. Skorstenseglaren är en utpräglad flockfågel.

### Häckning och biotop
Häckningssäsongen infaller från maj till juli men med viss skillnad i olika delar av utbredningsområdet. Den häckar ofta i närheten av människan och ses till och med i centrum av städer. Övriga biotoper är annars skogskantade floder, utkanten av låglänt städsegrön skog och buskmarker. Den häckar i trädhålor men även i konstruktioner skapade av människan som stora öppna skorstenar och liknande. Boet byggs av grenar som limmas ihop med fågelns saliv. Den lägger i genomsnitt fyra till fem vita ägg, men kullar på tre till sju ägg har observerats. Föräldrarna ruvar äggen i 19-21 dagar och ungarna blir flygga efter ungefär en månad.

### Föda
Skorstenseglaren födosöker mest i luften och lever av flygande insekter men den äter även spindlar. Oftast födosöker de i grupper, då de flyger tätt ihop och yttrar sitt läte. 

## Taxonomi
Skorstenseglaren beskrevs första gången 1758 av Carl von Linné som Hirundo Pelagica medan släktet Chaestura först beskrevs av James Francis Stephens 1826. Skorstenseglaren behandlas vanligtvis som monotypisk, det vill säga att den inte delas upp i några underarter.

## Status
Skorstenseglaren är en vida spridd och vanligt förekommande fågel i Nordamerika med en uppskattad världspopulation på 15 miljoner invidiver. Undersökningar visar dock att den minskar relativt kraftigt i antal på grund av brist på boplatser. De senaste 16 åren tros den ha minskat med hela 35,3 %. Från 2018 kategoriserar internationella naturvårdsunionen IUCN den därför som sårbar.